# 富山県道11号新湊庄川線
富山県道11号新湊庄川線（とやまけんどう11ごう しんみなとしょうがわせん）は、富山県射水市と砺波市を結ぶ県道（主要地方道）である。

## 概要
ほぼ全区間、庄川に沿っている。射水市の新湊地区から高岡市牧野地区、射水市大門地区、高岡市中田地区、砺波市東般若地区・般若地区を経て、同市庄川地区に至る。終点のある庄川町示野の交差点は砺波市境であり、交差点から先は南砺市井波地区の南砺市山斐である。
起点から射水市善光寺の善光寺交差点までは、起点から同交差点までの一方通行路なので、並行する片側2車線の市道に迂回するのが一般的である。

### 路線データ
- 起点：富山県射水市三日曽根1121の1（クロスベイ新湊前、国道415号・富山県道240号新湊港線交点）
- 終点：富山県砺波市庄川町示野219（国道156号交点）

## 歴史
- 1955年（昭和30年）6月23日 - 路線認定[1]。
- 1993年（平成5年）5月11日 - 建設省から、県道がとして主要地方道に指定される[2]。

## 路線状況

### 重複区間
- 富山県道351号姫野能町線（射水市中曽根・中曽根（西）交差点 - 射水市中曽根・中曽根神社（南）交差点）
- 富山県道73号高岡青井谷線（射水市大門・大門総合会館交差点 - 射水市二口）
- 富山県道40号高岡庄川線（砺波市上中野・上中野交差点 - 射水市上中野）

### 橋梁
- 雄神橋

## 地理

### 通過する自治体
- 射水市
- 高岡市
- 射水市
- 高岡市
- 砺波市

### 交差する道路
- 国道415号・富山県道240号新湊港線（射水市本町、起点）
- 富山県道351号姫野能町線（射水市中曽根・中曽根（西）交差点）
- 富山県道351号姫野能町線（射水市中曽根・中曽根神社（南）交差点）
- 富山県道231号松木鷲塚線（射水市松木）
- 国道8号（射水市坂東・坂東交差点）
- 富山県道44号富山高岡線（射水市大島北野・北野交差点）
- 富山県道322号八町大門線（射水市大門・田町交差点）
- 富山県道73号高岡青井谷線（射水市大門・大門総合会館交差点）
- 富山県道73号高岡青井谷線（射水市二口）
- 富山県道239号井栗谷大門線（射水市下条）
- 富山県道58号高岡小杉線（射水市小泉・小泉交差点）
- 富山県道352号広上大門新線（射水市小泉・小泉（南）交差点）
- 富山県道9号富山戸出小矢部線（高岡市上麻生・中田（北）交差点）
- 富山県道72号坪野小矢部線（砺波市権正寺・権正寺交差点）
- 国道359号砺波東バイパス（砺波市頼成・頼成（北）交差点）
- 国道359号（砺波市安川・安川交差点）
- 富山県道25号砺波細入線（富山県道354号川内五郎丸線重複）（砺波市庄川町三谷・三谷交差点）
- 富山県道370号富山庄川小矢部自転車道線（砺波市庄川町庄・雄神橋西詰）
- 富山県道17号砺波庄川線（富山県道40号高岡庄川線重複）（砺波市上中野・上中野交差点）
- 富山県道40号高岡庄川線（砺波市上中野）
- 富山県道371号本町高木出線（砺波市庄川町五ケ・五ケ交差点）
- 富山県道143号小森谷庄川線（砺波市庄川町青島）
- 国道156号（砺波市庄川町示野・終点）

### 沿線にある施設など
- クロスベイ新湊
- 射水市消防本部 新湊消防署
- 万葉線新湊港線 第一イン新湊 クロスベイ前駅
- 高周波文化ホール（新湊中央文化会館）
- 富山県立新湊高等学校
- 射水市立塚原小学校
- タカギセイコー 新湊工場
- 東洋紡 庄川工場
- 射水市役所 大門地区センター
- 高岡市中田コミュニティセンター
- パナケイア製薬
- 北陸コカ・コーラボトリング 砺波工場
- 砺波市立庄東小学校
- 砺波市立般若中学校
- 庄川
  - 庄川峡県定公園
- 砺波地域消防組合 南砺消防署井波庄川出張所